# پفافنهوفن
پفافنهوفن (به فرانسوی: Pfaffenhoffen) یک کمون در فرانسه با جمعیت ۲٬۶۹۱ نفر است که در Canton of Bouxwiller واقع شده‌است.